# NVM Express
NVM Express (NVMe) eller Non-Volatile Memory Host Controller Interface Specification (NVMHCIS) er en åben, logisk-enhed grænsefladespecifikation til adgang til en computers baggrundslager, normalt tilsluttet via PCI Express-bus. Den oprindelige NVM står for non-volatile memory, som ofte er NAND-flashhukommelse, der findes i flere fysiske formfaktorer, herunder solid-state-drev (SSD'er), PCIe-tilføjelseskort og M.2-kort, efterfølgeren til mSATA-kort. NVM Express er som en logisk-enhed grænseflade designet til at udnytte den lave tidsforsinkelse og interne parallelisme i solid-state-drev.
Arkitektonisk set er logikken for NVMe fysisk lagret i og udføres af NVMe-controllerchippen, der fysisk er placeret sammen med lagringsmediet, normalt en SSD. Versionsændringer for NVMe, f.eks. 1.3 til 1.4, er indarbejdet i lagringsmediet og påvirker ikke PCIe-kompatible komponenter såsom bundkort og CPU'er.
Med sit design giver NVM Express værtshardware og værtssoftware mulighed for fuldt ud at udnytte de niveauer af parallelisme, der er mulige i moderne SSD'er. Som et resultat reducerer NVM Express I/O-overhead og bringer forskellige ydeevneforbedringer i forhold til tidligere logiske enhed grænseflader, herunder flere lange kommandokøer og reduceret tidsforsinkelse. De tidligere grænsefladeprotokoller som AHCI blev udviklet til brug med langt langsommere harddiske (HDD'er), hvor der er en meget lang tidsforsinkelse (i forhold til CPU-operationer) mellem en anmodning og dataoverførsel, hvor datahastigheder er meget langsommere end RAM-hastigheder, og hvor diskrotation og søgetid giver anledning til yderligere optimeringskrav.
NVM Express-enheder er hovedsageligt tilgængelige i miniature M.2-formfaktoren, mens PCI Express-udvidelseskort i standardstørrelse og 2,5-tommer formfaktorenheder, der giver en fire-sporet PCI Express-grænseflade via U.2-stikket (tidligere kendt som SFF-8639), også er tilgængelige.